# Tambov
Tambov (ruski: Тамбо́в) je grad u Rusiji. Upravno je središte Tambovske oblasti (Središnji savezni okrug, Rusija). Nalazi se na rijeci Cni.
Osnovan je 1636.
Broj stanovnika: 291.852 (procjena 2004.)
Za vrijeme Drugog svjetskog rata, Tambovski logor broj 188, također znan i kao "Francuski logor", imao je brojne "malgré-nouse" iz regije Elzas-Lotaringija, iz Francuske. Iako su uvjeti u ovom kampu bili bolji nego oni u njemačkim logorima, nekoliko tisuća "malgré-nousa" je umrlo u ovom logoru.

## Vanjske poveznice
|  | Zajednički poslužitelj ima stranicu o temi Tambov    |
|  | Zajednički poslužitelj ima još gradiva o temi Tambov |

52°43′N 41°25′E / 52.717°N 41.417°E